# Courlon
Courlon ist eine französische Gemeinde mit 76 Einwohnern (Stand 1. Januar 2022) im Département Côte-d’Or in der Region Bourgogne-Franche-Comté (vor 2016 Bourgogne). Sie gehört zum Arrondissement Dijon und zum Kanton Is-sur-Tille.

## Geographie
Courlon liegt etwa 39 Kilometer nordnordwestlich von Dijon. Die Gemeinde wird umgeben von Busserotte-et-Montenaille im Norden und Westen, Grancey-le-Château-Neuvelle im Norden und Osten, Avot im Süden und Südwesten, Barjon im Süden, Salives im Westen und Südwesten sowie Bussières im Westen und Nordwesten.

## Bevölkerungsentwicklung
| Jahr                       | 1962 | 1968 | 1975 | 1982 | 1990 | 1999 | 2006 | 2018 | 2019 |
| Einwohner                  | 86   | 97   | 63   | 53   | 46   | 50   | 65   | 82   | 79   |
| Quellen: Cassini und INSEE |      |      |      |      |      |      |      |      |      |